# Silvia Kohan
Silvia Beatriz Kohan (Buenos Aires, 23 de marzo de 1948 - 27 de junio de 2003) fue una cantante, compositora y activista estadounidense nacida en Argentina y radicada en California.

## Trayectoria
Silvia Kohan nació en Buenos Aires, Argentina, era hija de Sofia Kohan. Su familia era judía, de origen europeo del este. La familia Kohan se trasladó a los Estados Unidos en 1957. Ella y su hermana Feliza se criaron en Pasadena y Los Ángeles. Estudió en la escuela secundaria Alexander Hamilton.
Kohan era conocida por su voz, su extravagante vestuario y su vistosa presencia escénica. Desde 1965, y durante cinco años, Kohan realizó una gira internacional con la producción musical Viva la gente. Actuó en el Venice Free Theatre en los musicales Zorba the Freek (1971) y Misa del Mar (1972). En los años 60 formó parte del coro All-City de Los Ángeles.
Fue una cantante y compositora de estilo cabaret que actuó principalmente en California, sobre todo para el público LGBT, judío y latino. Participó activamente en la música feminista y fue miembro del L.A. Community Women's Chorus. En 1980, participó en el West Coast Women's Music Festival celebrado en Yosemite junto a otras artistas como Teresa Trull, Terry Garthwaite, Kelly Greenel o el trío Nicholas, Glover, and Wray, entre otras . Su canción original emblemática fue "Fat Girl Blues". En 1984, el pianista George Winston produjo su álbum Finally Real (Dancing Cat Records).
Murió en 2003 de insuficiencia cardíaca congestiva y le sobrevivió su pareja, Ruth.

## Legado
Sus documentos, incluidos diarios, álbumes de recortes, correspondencia, fotografías, disfraces y grabaciones, forman parte de las colecciones de la GLBT Historical Society. En 2010, Kohan fue el tema del espectáculo multimedia de Nomy Lamm (o "fusión mental musical con documentación en video").